# 蒙特帕特里亞

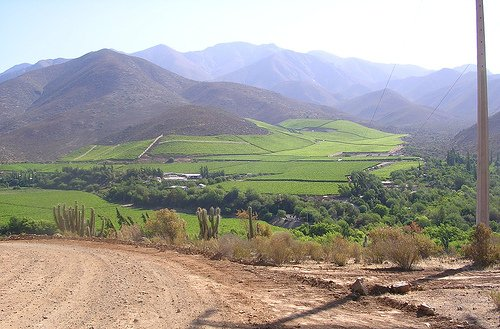

蒙特帕特里亞（西班牙語：Monte Patria），是智利的城市，位於該國中部科金博大區的利馬里省，面積4,366.3平方公里，海拔高度1,046米，2012年人口30,056人，人口密度每平方公里6.9人。
30°50′S 70°42′W / 30.833°S 70.700°W